# 劉茝
劉茝（1467年—？），一作劉蒨，字惟馨，四川承宣布政使司重慶府涪州（今重庆市涪陵区）人，明朝政治人物。

## 生平
四川鄉試第十四名舉人，弘治十二年（1499年），登己未科會試第一百十九名，二甲七十八名進士，授戶科給事中。曾彈劾戶部尚書佀鐘縱容其子受賄、并論外戚慶雲侯、壽寧侯家人侵牟商利等罪，有直聲。
正德元年（1506年），吏部尚書馬文升致仕，朝廷推舉候選人。御史王時中反對舉薦閔珪、劉大夏，劉茝則上疏反駁。當時劉瑾攝政，盡召孝宗老臣歸還，并以其黨羽替代。劉茝反對，因忤逆旨意被奪俸三月。當時，劉健、謝遷致仕，劉茝與刑科給事中呂翀抗章乞留，言語傷及劉瑾，被下詔獄鞫治、廷杖削籍。劉瑾伏誅，劉茝起用為金華府知府，有治行。
嘉靖初年，改長沙府知府，升江西按察使司副使，卒於任內。

## 家族
曾祖劉信忠；祖劉文；父劉志茂。嫡母劉氏；生母王氏。慈侍下。孫刘养充，隆庆五年进士。